# Lax Kw'alaams

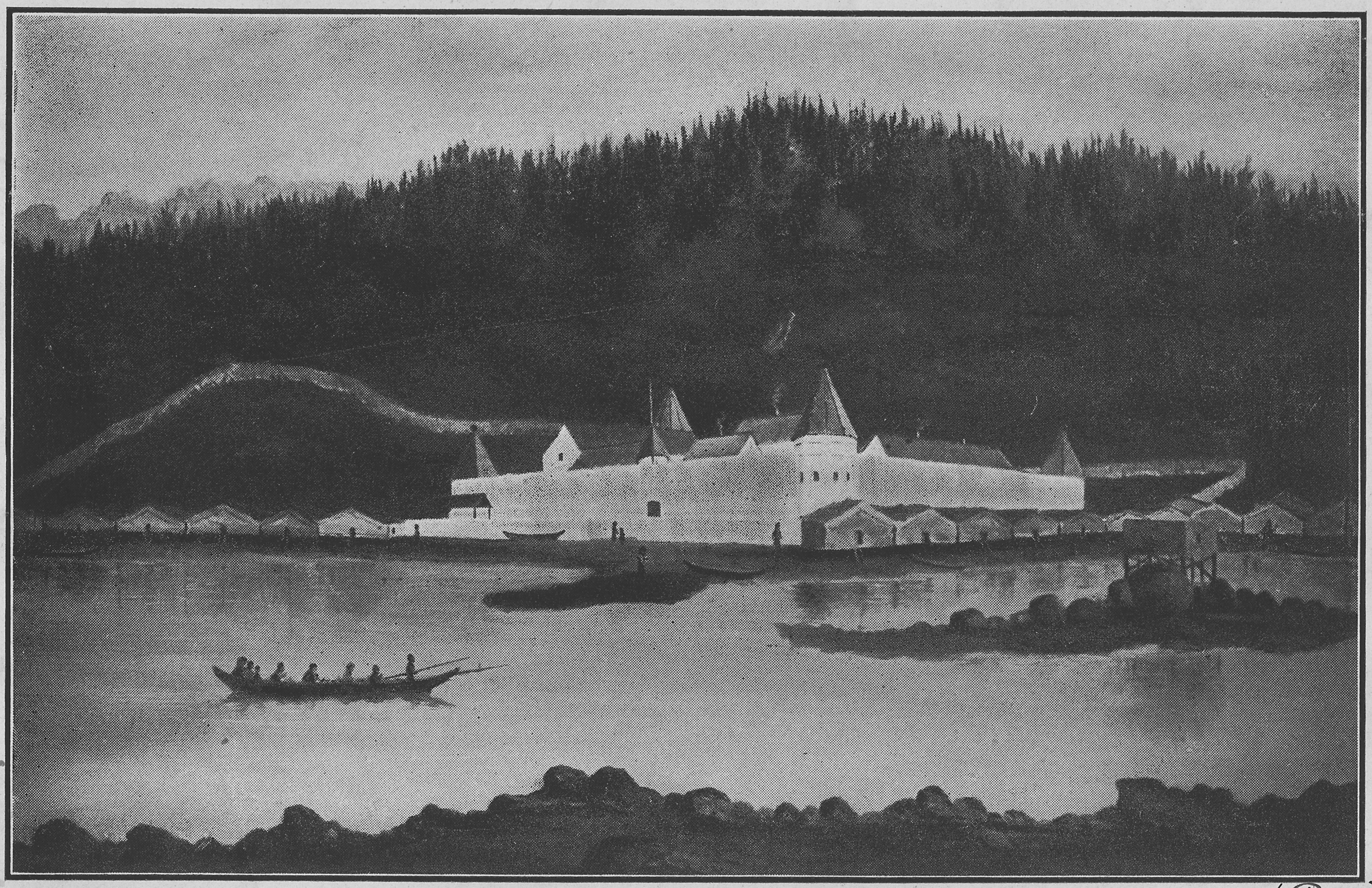
Fort Simpson em 1857.

Lax-Kw'alaams, anteriormente chamada de Port Simpson, é uma comunidade de aldeias indígenas na província da Colúmbia Britânica, no Canadá, não muito longe da cidade de Prince Rupert. Está localizada na Reserva indígena Nº 1 de Port Simpson.